# Есп'єль
Есп'єль (ісп. Espiel) — муніципалітет в Іспанії, у складі автономної спільноти Андалусія, у провінції Кордова. Населення — 2484 особи (2010).
Муніципалітет розташований на відстані близько 270 км на південний захід від Мадрида, 39 км на північний захід від Кордови.
На території муніципалітету розташовані такі населені пункти: (дані про населення за 2010 рік)
- Ла-Бальєста: 16 осіб
- Сентраль-Терміка-Пуенте-Нуево: 11 осіб
- Есп'єль: 2276 осіб
- Естасьйон-де-Есп'єль: 67 осіб
- Фуенте-Агрія: 26 осіб
- Міна-де-ла-Консепсьйон: 2 особи
- Ель-Вакар: 86 осіб

## Демографія
Динаміка населення (INE ):

## Галерея зображень

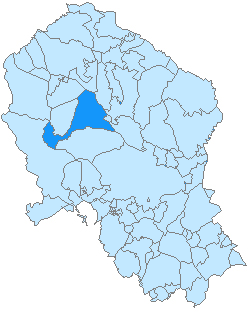
Розташування муніципалітету у провінції Кордова